# Pinkaóvár
Pinkaóvár (németül Burg) Sámfalva része, egykor önálló község Ausztriában, Burgenland tartományban, a Felsőőri járásban.

## Fekvése
Felsőőrtől 20 km-re délkeletre, Szombathelytől 23 km-re nyugatra, a Vas-hegy aljában fekszik.

## Története
A régészeti leletek tanúsága szerint területén már a kőkorszakban is éltek emberek. 1935-ben a háborús emlékmű építésekor egy a lengyeli kultúrához tartozó veremlakás maradványaira bukkantak. A vár környékén mintegy kétszáz, hallstatt-kori halomsír található. A strandfürdőtől északra egy római villagazdaság maradványai kerültek elő. Ebből az időszakból származik az a szarkofág is, melyet 1893-ban találtak. Egy római kőoroszlán töredéke, mely szintén a vár területéről származik, ma a sámfalvi templom északi falába van befalazva.
A falu melletti Pinkától körülvett félszigeten egykor Európa egyik legnagyobb földvára állott. A vár elődje fából épített, földdel döngölt falaival valószínűleg már a késő bronzkorban, az i. e. 1000 körüli időben is állt. Az erődítményt a rómaiak is felhasználták és őrtoronnyal erősítették meg. A római alapokon kiépített sáncrendszer az 1000 körüli időkből származik, melyet a 12. és 13. században bővítettek. Az 560 m átmérőjű védelmi gyűrű három erődítményt övezett. A középső sáncrendszerrel körülvett települést a Hollókő és a Toboy nevű elővárak védték. A 14. században a Csák nembeli Óváriaké, 1445-ben Giskra foglalta el III. Frigyes számára, ekkor valószínűleg elpusztult. Óvári János birtokait Hunyadi János 1452-ben Vági Somos Jánosnak, 1455-ben pedig Baumkircher Andrásnak adta zálogba. A vár azonban csak 1489-ben került a Baumkircherek tulajdonba. A vár 16. században jelentőségét vesztve romlásnak indult köveit a lakosság széthordta.
A falu 1244-ben "Owar" néven szerepel először írott forrásban IV. Béla király adománylevelében, melyben a települést és várát a németek elleni harcokban tanúsított hősiességért a sámfalvi Csém nemzetségnek adományozta azzal, hogy a valószínűleg a tatárok által lerombolt várat építse újjá és erősítse meg. A következő két évszázad viszonylagos nyugalomban telt és a település is jelentősen fejlődött. Temploma, melyet Szent András tiszteletére szenteltek a 13. században már állt. A falu birtokosai azonosak voltak a vár uraival. 1532-ben feldúlta a török, a lakosság valószínűleg az akkor már erősen lepusztult várba menekült. 1544-ben a falu a Batthyány család birtoka lett, akik a szalónaki uradalomhoz csatolták. Német neve csak a 16. században tűnik fel először "Burgh" alakban. Lakói a reformáció hatására 1580 körül evangélikusok lettek. Az 1601. évi adójegyzék szerint már evangélikus lelkésze volt. Batthyány Ádám 1634-ban ezt a templomot is elfoglalta, de az 1647. évi országgyűlés a 90 templom között az óvárit is visszarendelte az evangélikusok számára. A települést 1704-ben, 1707-ben és 1708-ban kuruc hadak dúlták fel. 1806-ban és 1809-ben francia csapatok szállták meg.
Vályi András szerint „ÓVÁR. Burg. Német falu Vas Várm. földes Ura G. Batthyáni Uraság, lakosai katolikusok, fekszik Rohontzhoz másfél mértföldnyire, határja nem egészen jó, erdeje van.”
Fényes Elek szerint „Óvár, német falu, Vas vmegyében, gr. Batthyáni Gusztáv Szentmihályi uradalmában, a Pinka mellett, 450 kath. lak.”
Vas vármegye monográfiája szerint „Óvár érdekes régi község a Vashegy alján, a Pinka patak és a szombathely-pinkafői vasút mentén, mely itt veszi fel magába a Hadász patakot. Házainak száma 83, lélekszáma 521, lakosai németajkúak, vallásuk r. kath. és ág. ev. Távírója helyben van, postája Sámfalva. Határa a vaskor, bronzkor és középkor gazdag lelhelyét képezi. Régi, román stilű templomában egy 1628-ból származó szép művü ezüst kelyhet őriznek. A templom körül régi, nagy és erős épület nyomai látszanak, a melyek egy Mátyáskorabeli várkastély maradványai. A község lakosai kiterjedt szőllő- és bortermelést űznek. Határában gazdag kőbánya van.”
1910-ben 472, túlnyomórészt német lakosa volt. A trianoni békeszerződésig Vas vármegye Felsőőri járásához tartozott. 1921-ben Ausztria Burgenland tartományának része lett. 1930-ban a településre bevezették az elektromos áramot, melyet egy ideig a Serényi-malom termelése biztosított. 1935-ben felépítették az első világháborús emlékművet. A községben 1952-ben indult meg a csatornázás, a vízvezeték hálózat 1958-ban épült ki. Pinkaóvárt 1929-ben, 1961-ben és 1965-ben is árvíz sújtotta. Ezért 1964 és 1969 között szabályozták a Pinkát. 1971-ben közigazgatásilag Sámfalvához csatolták. A település strandolásra alkalmas tavát 1972-ben létesítették, 1984-ben bővítették. 1993-ban újat építettek helyette.
Ebben az évben építették a tűzoltó szerházat is.

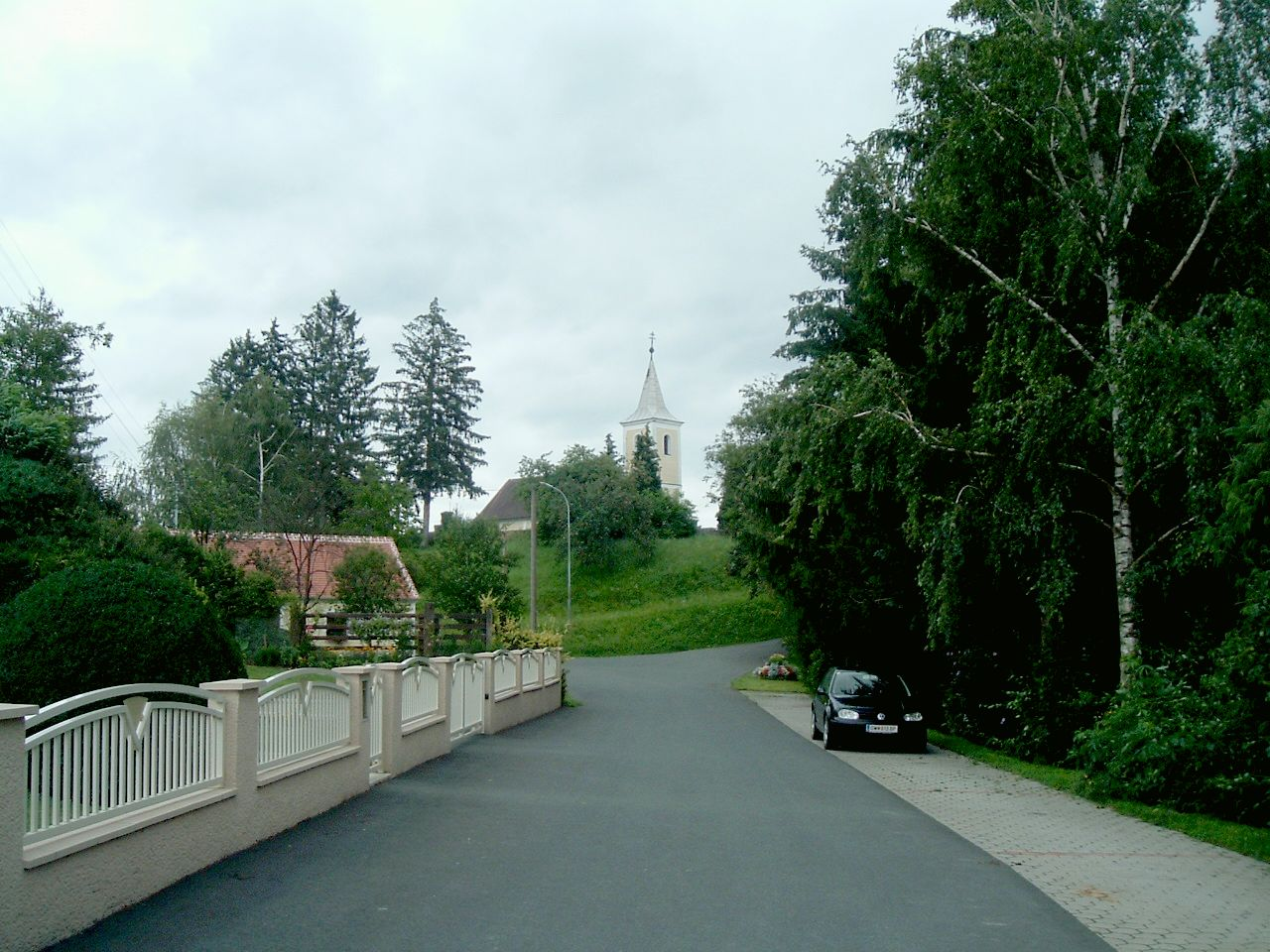
Utcarészlet a Szent András templommal

## Nevezetességei
- Szent András apostol tiszteletére szentelt római katolikus temploma a 13. században épült, 1834-ben bővítették.
- Árpád-kori várának maradványai a Pinka kanyarulatában találhatók. Ma már csak sáncainak elmosódott nyomai láthatók. A védelmi gyűrű átmérője mintegy 600 méter volt. A Pinka túlsó partját egy elővár védte, amelyet Toboy (Tolvaj) várnak hívtak és amelyet az Óvárral felvonóhíd kötött össze. Felette állt maga a vár, melyet sáncok és árkok öveztek és északról egy másik elővár, a Hollókő vár védett. Az Óvár területén egy kerek torony, a templom közelében pedig egy négyszögletes torony alapjai vehetők ki. Falainak anyagát a századok során a falu házaiba építették be.
- Élővizes standja méltán népszerű az osztrák és magyar látogatók körében.

## Külső hivatkozások
- Sámfalva hivatalos oldala
- Pinkaóvár a magyar várak honlapján
- Pinkaóvár vasútállomása a magyar vasútállomások honlapján[halott link]
- Payr Sándor: A Dunántúli Evangélikus Egyházkerület története